# K·J·麦克丹尼尔斯
凯文·奥内尔·查普曼·麦克丹尼尔斯（1993年2月9日—）為美国男子篮球运动员。出生于亚拉巴马州伯明翰，大学时期他效力于克莱门森大学。

## 大学生涯
麦克丹尼尔斯高中就读于中心公园基督学院，在此期间他只是个无名小卒。他在他的大学联赛新人赛季只有极为有限的出场时间，场均贡献3.9分1.8个篮板球。在他的二年级赛季，他成为克莱门森阵中更重要的人物，在这个赛季他场均得分和篮板球均有大幅上涨，得分和篮板球数据分别为10.9分和5个篮板球，此外，他还有2.1个封盖，这个数据可以在ACC联盟里排名次席。在他的大三赛季，麦克丹尼尔斯成为了他所在的ACC联盟中的顶尖球员。他场均可以砍下17.1分，7.1个篮板球，外加2。8次封盖，封盖数为全联盟之冠。赛季结束后，麦克丹尼尔斯获得了该联盟最佳防守球员称号，并进入了最佳阵容第一队。在他的带领下，克莱门森大学获得了NCAA全国邀请赛的资格，并成功得到了在麦迪逊广场花园进行半决赛的机会。

## 職業生涯
2014年4月4日，麦克丹尼尔斯宣布放弃最后一年的大学学业，参加当年的NBA选秀。
2014年6月26日的2014年NBA選秀中，麦克丹尼尔斯被费城76人以总第32顺位选择。随后，他代表76人队出战了同年的NBA夏季联赛。同年9月29日，麦克丹尼尔斯进入了76人的训练营名单。10月1日，麦克丹尼尔斯与费城76人签订了一份为期一年的合同，这使得他会在下一年夏天成为一名完全自由球员。
2021年7月14日，P. LEAGUE+福爾摩沙台新夢想家宣布麥克丹尼爾斯加盟球隊。9月22日，夢想家宣布麥克丹尼爾斯因家庭因素，雙方決定終止合約。